# Schaal Sels 2013
La Schaal Sels 2013, ottantottesima edizione della corsa, valida come evento dell'UCI Europe Tour 2013 categoria 1.1, si svolse il 1º settembre 2013 su un percorso di 200,5 km. Fu vinta dal belga Pieter Jacobs, che concluse la gara in 4h33'01" alla media di 44,06 km/h.
Furono 62 i ciclisti che portarono a termine la gara.

## Squadre e corridori partecipanti
| N.    | Cod. | Squadra                     |
| ----- | ---- | --------------------------- |
| 1-8   | VCD  | Vacansoleil-DCM             |
| 11-18 | AJW  | Accent Jobs-Wanty           |
| 21-28 | CRE  | Crelan-Euphony              |
| 31-38 | MTN  | MTN-Qhubeka                 |
| 41-48 | TNE  | Team NetApp-Endura          |
| 51-58 | TSV  | Topsport Vlaanderen-Baloise |
| 61-68 | SKT  | An Post-Chainreaction       |
| 71-78 | CMD  | Colba-Superano Ham          |
| 81-88 | RIJ  | Cyclingteam De Rijke-Shanks |
| 91-98 | CJP  | Cyclingteam Jo Piels        |

| N.      | Cod. | Squadra                   |
| ------- | ---- | ------------------------- |
| 101-108 | DOL  | Doltcini-Flanders         |
| 111-118 | STF  | Start-Trigon Cycling Team |
| 121-128 | GLU  | Team Cult Energy          |
| 131-138 | THF  | Team Heizomat             |
| 141-148 | TRS  | Team Quantec-Indeland     |
| 151-158 | MMM  | Team 3M                   |
| 161-168 | TWJ  | To Win-Josan Cycling Team |
| 171-178 | JVC  | Ventilair-Steria          |
| 181-188 | WBC  | Wallonie-Bruxelles        |
| 191-198 | CSS  | Champion System           |

## Ordine d'arrivo (Top 10)
| Pos. | Corridore           | Squadra        | Tempo     |
| ---- | ------------------- | -------------- | --------- |
| 1    | Pieter Jacobs       | Topsport Vl.   | 4h33'01"' |
| 2    | Michael Van Staeyen | Topsport Vl.   | a 39"     |
| 3    | Baptiste Planckaert | Crelan-Euphony | s.t.      |
| 4    | Sam Bennett         | An Post        | s.t.      |
| 5    | Kris Boeckmans      | Vacansoleil    | a 42"     |
| 6    | Gorik Gardeyn       | Doltcini       | s.t.      |
| 7    | Julien Stassen      | Wallonie-Br.   | s.t.      |
| 8    | Sjoerd Kouwenhoven  | De Rijke-Sh.   | s.t.      |
| 9    | Tim Declercq        | Topsport Vl.   | s.t.      |
| 10   | Gerald Ciolek       | MTN-Qhubeka    | s.t.      |